# Storena decorata
Storena decorata là một loài nhện trong họ Zodariidae.
Loài này thuộc chi Storena. Storena decorata được Tord Tamerlan Teodor Thorell miêu tả năm 1895.